# Locos en Alabama
Locos en Alabama (Crazy in Alabama en v. o.) es una película de comedia dramática de 1999 dirigida por Antonio Banderas y escrita por el novelista de la novela homónima, Mark Childress, y protagonizada por Melanie Griffith, interpretando a una mujer que, harta de los constantes abusos a los que se ve sometida, decide marcharse a California para intentar convertirse en una gran actriz, mientras que su sobrino regresa a Alabama donde se las tiene que ver con un sheriff corrupto en un estado donde se empiezan a luchar por los derechos civiles.

## Argumento
En 1965, Peter Joseph Bullis (conocido como Peejoe) reside en una pequeña localidad de Alabama en plena lucha por el resurgir del movimiento de los derechos civiles. Pronto se involucra con un grupo de estudiantes afroamericanos protestando en contra de la segregación racial en el pueblo a causa de la piscina municipal, él se encarga de liderar la protesta pero estalla de forma violenta. El joven afroamericano Taylor Jackson es asesinado por el sheriff local y Peejoe, al ser el único testigo, comienza a sufrir presiones por parte del sheriff para mantenerle callado. Pero Peejoe ha aprendido a mantenerse en su sitio y seguir su propio camino, gracias a un curso intensivo que le ha dado su tía Lucille Vinson, una persona de espíritu libre que ha matado a su abusivo marido y que se dirige hacia Hollywood, donde está convencida de que el estrellato en la televisión la espera.
Después de matar a su marido y llevarse su cabeza con ella metida en una caja negra, se pone en camino a Hollywood. Pero la cabeza es descubierta por la anfitriona de una fiesta, y Lucille intenta deshacerse de ella arrojándola al Puente Golden Gate. Dos policías, pensando qué hacer con ella, abren la caja y descubren su contenido. Al final acaba siendo arrestada y llevada de vuelta a Alabama donde será juzgada, allí, en su pueblo, es recibida con una calurosa bienvenida. El juez, al fallar sentencia, la condena por asesinato en primer grado a una pena de 20 años de prisión.
Aunque, la sentencia es revocada, se le rebaja la condena a 5 años con la condición de que se someta a tratamientos psiquiátricos. Lucille, su hijos y todos sus amigos celebran la salida de los juzgados mientras que el sheriff es detenido por el asesinato de Taylor.

## Reparto
| Actor             | Papel                            |
| ----------------- | -------------------------------- |
| Melanie Griffith  | Lucille Vinson                   |
| David Morse       | Dove Bullis                      |
| Lucas Black       | Peter Joseph Bullis              |
| Cathy Moriarty    | Earlene Bullis                   |
| Meat Loaf         | Sheriff John Doggett             |
| Rod Steiger       | Juez Louis Mead                  |
| Richard Schiff    | Norman                           |
| John Beasley      | Nehemiah Jackson                 |
| Robert Wagner     | Harry Hall                       |
| Noah Emmerich     | Sheriff Raymond                  |
| Paul Ben-Victor   | D.A. Mackie                      |
| Brad Beyer        | Jack                             |
| Fannie Flagg      | Sally                            |
| Elizabeth Perkins | Joan Blake                       |
| Linda Hart        | Madelyn                          |
| Paul Mazursky     | Walter Schwegmann                |
| Holmes Osborne    | Abogado Larry Russell            |
| Stella Banderas   | Madelyn (hija de Lucille Vinson) |
| Dakota Johnson    | Sondra (hija de Lucille Vinson)  |